# Neerijnen
Neerijnen – gmina w Holandii, w prowincji Geldria.

## Miejscowości
- Est
- Haaften
- Heesselt
- Hellouw
- Neerijnen
- Ophemert
- Opijnen
- Tuil
- Varik
- Waardenburg